# راز و نیاز (مجموعه تلویزیونی)
راز و نیاز یا ناز و نیاز یک مجموعه تلویزیونی محصول سال ۱۳۹۰ به کارگردانی، نویسندگی فلورا سام و تهیه‌کنندگی مجید اوجی می‌باشد که در شب های قدر جایگزین سریال سقوط یک فرشته شد و از شبکه یک پخش شد.
حمیدرضا ترکاشوند تیتراژ این مجموعه را با شعری از حافظ و با موسیقی امید کرامتی خوانده است.

## خلاصه داستان
سیامک پسری جوان، عاشق دختر پولداری به نام شهرزاد می‌شود. پدر شهرزاد که مخالف ازدواج آن دو است با طرح نقشه‌ای به سیامک تهمت دزدی زده و او به زندان می‌افتد. با زندان رفتن سیامک مادر او نیز ناراحت به روستایی که در گذشته در آن زندگی می‌کردند رفته و در همان‌جا فوت می‌کند. سیامک بعد از آزادی از زندان به روستا می‌رود و ساکن می‌شود تا اینکه…

## بازیگران
- کامران تفتی «سیامک»
- داریوش ارجمند
- گوهر خیراندیش
- آناهیتا همتی
- لیلا بلوکات «شهرزاد»
- محمود عزیزی
- مریم امیرجلالی
- رضا اخلاقی راد
- امیریل ارجمند
- حسین علیپور
- کاوه آشنا
- محمدرضا عباس‌نژاد